# Лемме, Армин
Армин Раймунд Лемме (нем. Armin Reimund Lemme; 28 октября 1955, Паккебуш, Магдебург — 1 августа 2021, Берлин) — восточногерманский легкоатлет, специалист по метанию диска. Выступал за сборную ГДР по лёгкой атлетике в 1980-х годах, чемпион Универсиады, победитель Кубков Европы и мира, победитель и призёр первенств национального значения, участник летних Олимпийских игр в Москве. Тренер по лёгкой атлетике.

## Биография
Армин Лемме родился 28 октября 1955 года в Паккебуше, ГДР. В детстве пробовал себя в академической гребле.
Занимался лёгкой атлетикой в Магдебурге, проходил подготовку в местном одноимённом клубе SC Magdeburg.
Начиная с 1977 года принимал участие в соревнованиях национального и международного уровня, метая диск дальше 60 метров.
В 1980 году вошёл в основной состав восточногерманской сборной и удостоился права защищать честь страны на летних Олимпийских играх в Москве — на предварительном квалификационном этапе метания диска показал результат 59,44 метра, чего оказалось недостаточно для выхода в финал.
В 1981 году впервые одержал победу на чемпионате Восточной Германии в метании диска. Будучи студентом, представлял ГДР на Универсиаде в Бухаресте — с результатом 65,90 превзошёл всех своих соперников и завоевал золотую медаль. Помимо этого, победил на Кубке Европы в Загребе (64,06) и на Кубке мира в Риме (66,38).
В 1982 году вновь выиграл чемпионат ГДР, на соревнованиях в Карл-Маркс-Штадте установил свой личный рекорд в метании диска — 68,50 метра. На чемпионате Европы в Афинах в финале метнул диск на 63,94 метра и занял итоговое четвёртое место.
Завершил спортивную карьеру по окончании сезона 1986 года.
Впоследствии работал учителем физкультуры и тренером по техническим дисциплинам в своём родном клубе в Магдебурге. Среди его воспитанников такие титулованные дискоболы как Мартин Вириг, Давид Вробель, Анна Рю.
Умер 1 августа 2021 года в Берлине в возрасте 65 лет.